# 華中師範大学
華中師範大学（英語: Central China Normal University）は、中国湖北省武漢市洪山区に本部を置く中国の公立大学。1903年創立、1903年大学設置。
大学の略称は華大、華師大、華中師大。2014年時点では、学校の面積はおよそ6万坪 (2000畝：19.8万平方メートル)、のべ建築面積は0.9平方キロメートル、関係者数はそれぞれおよそ生徒3万人 (本科生1.9万人、研究生1万人、留学生1000人)、教職員1500人である。

## 略歴

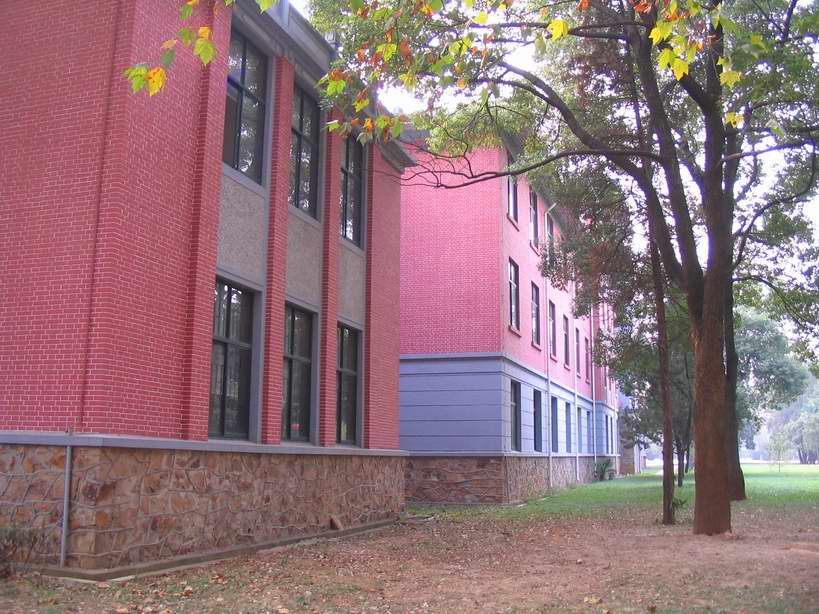
行政楼。

- 1871年に「文華書院」という名称で、湖北省武昌城に創設される。
- 1890年、高中を開設。
- 1903年、大学院を設置し院生の募集を開始。
- 1909年5月18日に校名は「文華大学校」と変更された。
- 1915年1月29日、碩士学位頒発。
- 1924年、私立華中大学に改名。
- 1924年、漢口博学書院大学部、武昌博文書院大学部と合併した。
- 1929年1月、長沙雅礼大学、岳陽湖滨書院大学部と合併した。
- 1938年、日中戦争の影響を受けて、私立華中大学は湖南、広西北部になど移転し、1938年9月に現在の広西桂林市へ戻る。
- 1939年2月20日、雲南省喜洲に移転。
- 1946年4月17日、対日戦争終結により、湖北省武昌城の元来の敷地に戻る。
- 1949年11月1日、 学校創立記念25週年式典を挙行.
- 1951年8月16日、中原大学教育学院·私立華中大学を併合し、新制の公立華中大学となる。
- 1952年、中華人民共和国成立に伴う高校間の学部などの調整により、各院系分離。公立華中大学、私立中華大学、広西大学、南昌大学、華南師範大学、湖北教育学院、平原師範学院、海南師範高等専科学校が合併し「華中高等師範学校」設立。
- 1953年10月24日、名称を華中師範学院に変更。
- 1970年、中南民族学院部分、湖北教師進修学院、湖北函授学院を吸収合併する。
- 1985年、「華中師範大学」と改称。
- 2009年、研究生院を設立。

## 基礎データ
- 所在地
  - 湖北省武漢市

- 校訓
  - 「求實創新、立德樹人」

- 校歌
  - 「華中師範大学校歌」。

## 組織
「学院」も「系」も日本の大学の学部にほぼ相当する。「学部」は「学院」と「系」の上の編成で、実体はなく、日本の「学部」とは位置付けが異なっている。妙訳がないのでそのまま記す。

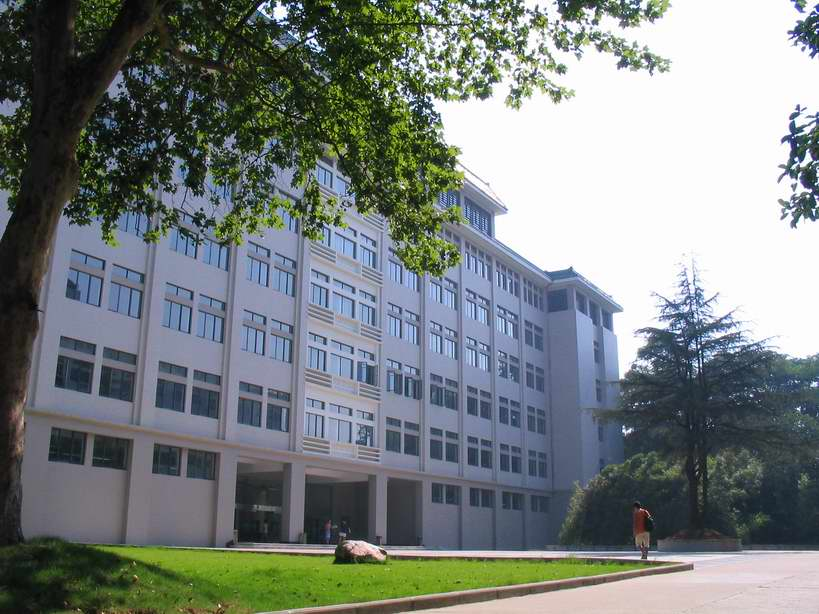
八号楼。

- マルクス主義学院
- 経済と工商管理学院
- 法学院
- 社会学院
- 教育学院
- 教育信息技術学院
- 体育学院
- 文学院
- 新聞伝播学院
- 外国語学院
- 歴史文化学院
- 数学と統計学院
- 物理科学と技術学院
- 化学学院
- 生命科学学院
- 城市と環境科学学院
- 心理学院
- 計算機学院
- 信息管理学院
- 公共管理学院
- 音楽学院
- 美術学院
- 国際文化交流学院
- 職業と継続教育学院
- 武漢伝媒学院

## 附属機関

### 附属図書館
- 華中師範大学図書館 - 蔵書数は全館合計で約249万冊

## 大学の人物一覧

### 教授
- 学長：楊宗凱
- 党委書記：馬敏

### 歴代学長

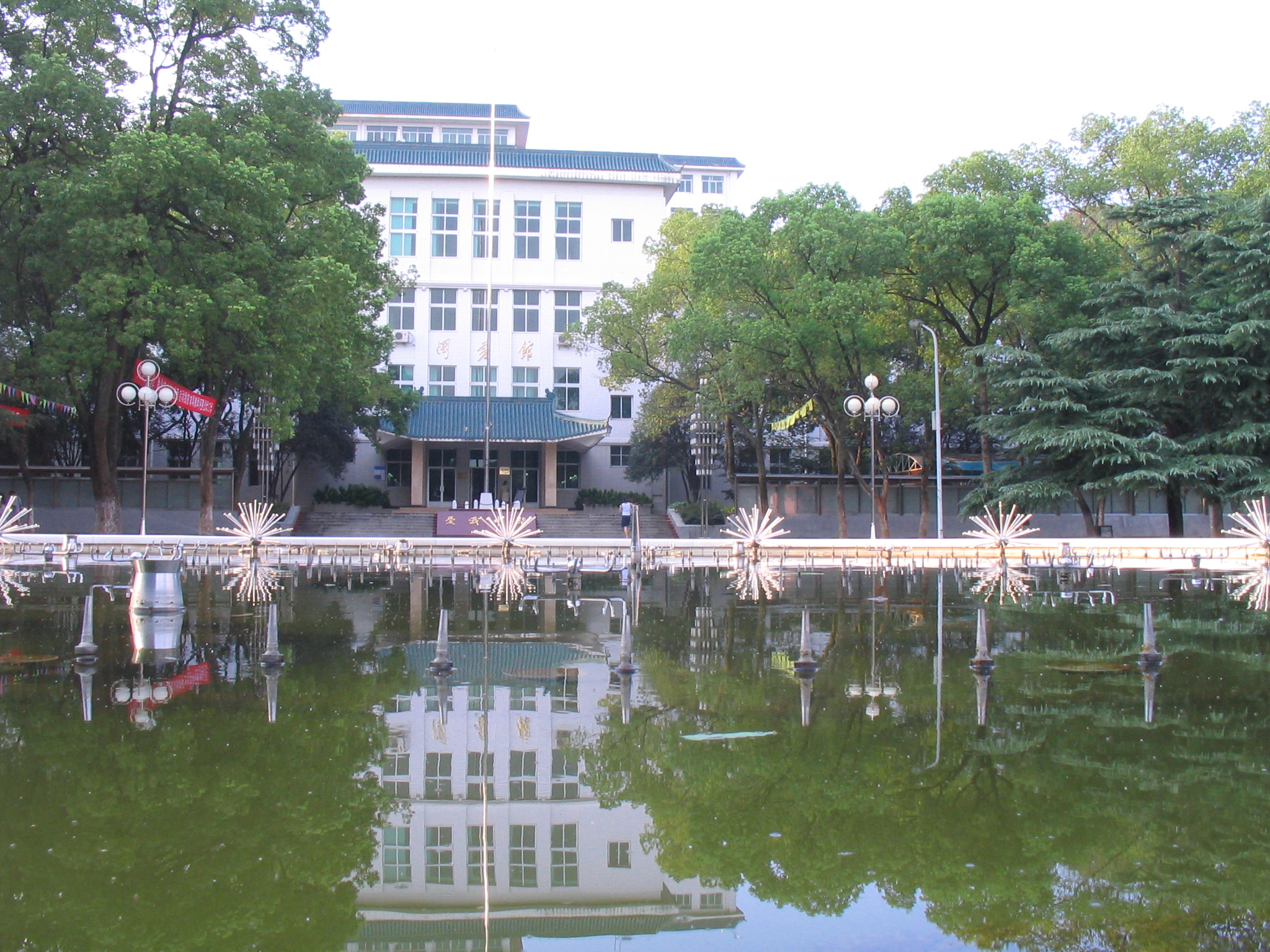
図書館。

| 任期          | 名字   | 注 |
| ------------- | ------ | -- |
| 1903年-1915年 | 翟雅各 |    |
| 1915年-1929年 | 孟良佐 |    |
| 1929年-1951年 | 韋卓民 |    |
| 1917年-1952年 | 陳時   |    |
| 1954年-1957年 | 楊東莼 |    |
| 1963年-1966年 | 劉介愚 |    |
| 1972年-1980年 | 白瑞西 |    |
| 1980年-1983年 | 劉若曾 |    |
| 1983年-1991年 | 章開沅 |    |
| 1991年-1999年 | 王慶生 |    |
| 1999年-2001年 | 路鋼   |    |
| 2001年-2003年 | 谷士文 |    |
| 2003年-2011年 | 馬敏   |    |
| 2011年-       | 楊宗凱 |    |

### 歴代書記
| 任期                 | 名字   | 注 |
| -------------------- | ------ | -- |
| 1951年9月-1952年11月 | 潘梓年 |    |
| 1954年-1966年        | 劉介愚 |    |
| 1972年-1980年        | 白瑞西 |    |
| 1980年-1983年        | 劉介愚 |    |
| 1983年-1986年        | 高原   |    |
| 1986年-1995年        | 戴緒恭 |    |
| 1995年-2003年        | 晏章万 |    |
| 2003年-2010年        | 丁烈雲 |    |
| 2011年-              | 馬敏   |    |

### 卒業生
- 銭基博：学者、教育学者、古文学者。
- 熊十力：哲学者。
- 沈祖栄：図書館学者
- 韋卓民：哲学者、教育学者。
- 張舜徽：歴史学者。
- 章開沅：歴史学者。
- 邢福義：全国政協委員。
- 揮代英：革命家
- 光未然：詩人。
- 李煥：中華民国行政院長。
- 蕭楚女：革命家。
- 施洋：革命家。
- 陳昌浩：政治家、軍事家。
- 王亜南：教育学者。
- 劉介愚：教育学者。
- 万国権：元全国政協副主席。
- 盛樹仁：国家計委副主任、党組成員。
- 鄒時炎：元湖北省教育庁庁長、党組書記。

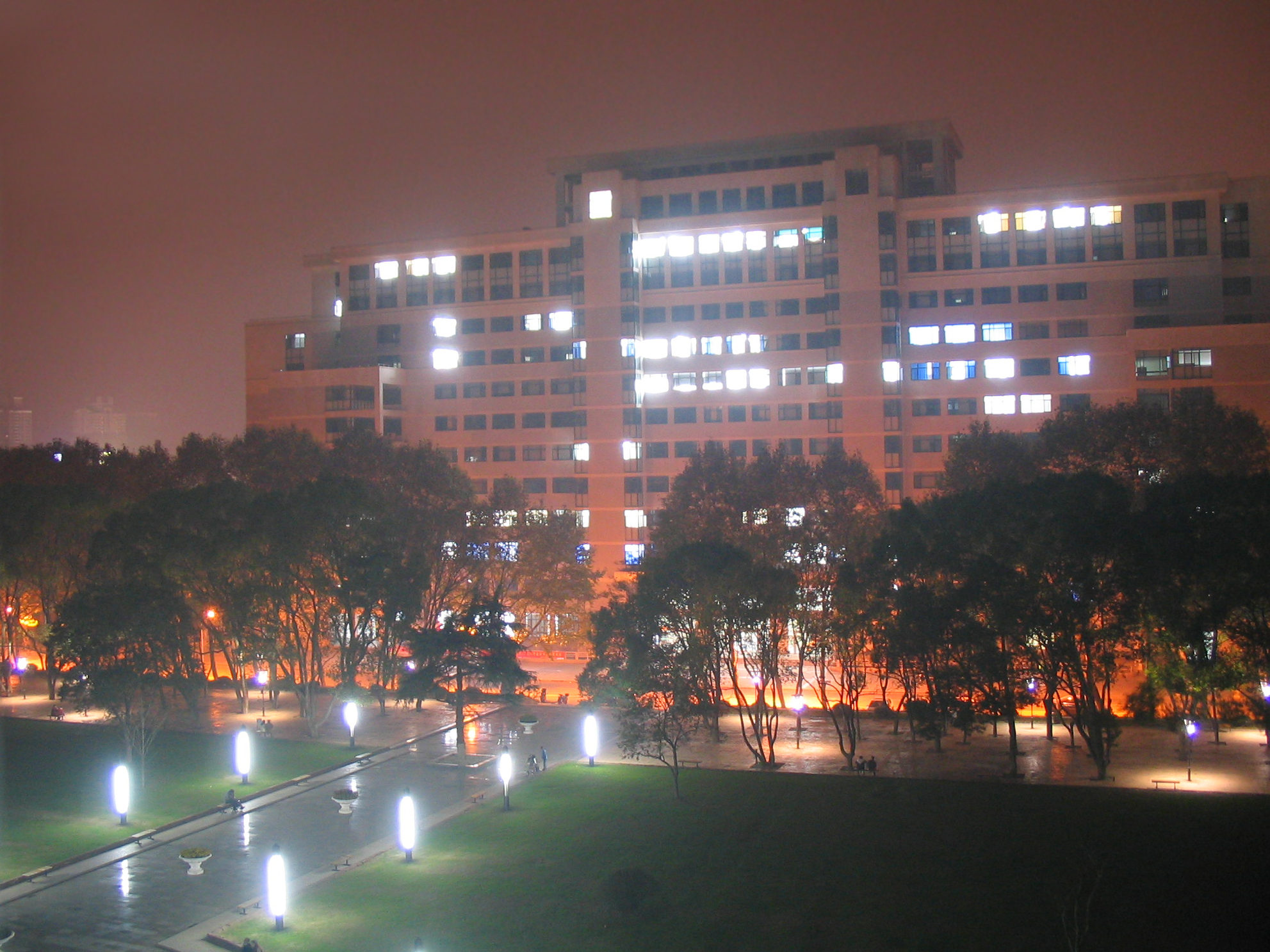
九号楼広場夜景。

- 田期玉：元中華人民共和民国公安部常務副部長。
- 張洪祥：湖北省副省長。
- 蒋大国：元湖北省副省長。
- 李憲生：元武漢市市長。
- 蘇暁云：湖北省副省長、湖北省委常委、統戦部部長。
- 哈経雄：教授。
- 謝聖明：企業家。
- 馮鞏：俳優。
- 夏雨田：俳優。
- 黄華麗：女優。

## 日本における協定校
- 江戸川大学
- 東京学芸大学
- 関西大学
- 京都産業大学

部局間協定
- 新潟大学人文学部と外国語学院
- 九州大学と化学学院
- 神戸大学計算機学院